# Dyanfres Douglas Chagas Matos
Dyanfres Douglas Chagas Matos (Brasilia, 30 dicembre 1987) è un ex calciatore brasiliano, di ruolo attaccante.

## Palmarès

### Club
- Campionato giapponese: 1

Sanfrecce Hiroshima: 2015
- Campionato emiratino: 1

Al-Ain: 2017-2018
- Coppa del Presidente: 1

Al-Ain: 2017-2018
- Supercoppa del Giappone: 1

Vissel Kobe: 2020

### Individuale
- Squadra del campionato giapponese: 1

2015